# Latur
Latur (en marathi:  लातूर )  est une ville de l'État indien du Maharashtra.

## Géographie
Sa population est de 382 754 habitants pour une superficie de 96,5 km2.
Latur est le chef lieu du District de Latur.

## Histoire
Le séisme de 1993 de Latur est un séisme ayant eu lieu le 30 septembre 1993. Il touche le Maharashtra, Il a fait 9748 morts et 30 000 blessés, avec environ 50 villages détruits autour de Latur et Osmanabad. Il était d'une magnitude de 6.2 Mw.